# Сосновка (Клинцовский район)
Сосно́вка — село в Клинцовском районе Брянской области, в составе Коржовоголубовское сельского поселения.

## История
Первоначально называлось Ивановка.   Название связано с именем основателя, помещика Ивана Бороздны. Современное название связано с преобладающим деревом в лесах – сосной.
По его воле люди поселились в заболоченной местности среди дремучих лесов. Как утверждают старожилы, эти места назывались урочищем «Гнилое». Вокруг - вечные болота, где гнили упавшие деревья. Вековые сосны сгнивали «на корню», а болота эти звались гнилыми. Отсюда и название  деревни - Гнилуша.
До 1781 входила в Новоместскую сотню Стародубского полка (казачьего населения не имела); 
с 1782 по 1921 в Суражском уезде 
с 1861 в составе Голубовской волости, 
с 1890-х годах в Кулагской волости, 
в 1921-1929 в Клинцовском уезде, Кулагская волость, 
с 1924 Клинцовская волость.                              
В 1781 году здесь было всего 12 дворов, 8 бездворных хозяйств. Все     крестьяне проживали в домах, принадлежащих генеральному Бунчужному Стародубскому полку Иване Бороздне.
В середине XIX века в Гнилуше насчитывалось 70 дворов, а в конце XIX века - 166 дворов, проживало  900 жителей. Основная масса крестьян жила в нищете и работала на помещика. Песчаная почва давала малый урожай.   
Строительство новой жизни началось с объединения крестьян в колхоз, который он назвали «Свободный путь».
Новое своё название, Сосновка, село получила вскоре после объединения мелких хозяйств в совхоз «Унеча» в 1964 году.
В 1964 году Указом Президиума ВС РСФСР село Гнилуша переименовано в Сосновку.

## Население
| 2010 | 2013 |
| ---- | ---- |
| 243  | ↘231 |

269 человек (2017), 228 человек (2021).